# 氣單胞菌目
氣單胞菌目（学名：Aeromonadales），為變形菌門的一目，有2科10屬。該目內的物種均為厭氧、桿狀。部分物種可透過單個鞭毛移動，部分物種則無法自行移動。